# Phycita
Phycita is een geslacht van vlinders van de familie snuitmotten (Pyralidae), uit de onderfamilie Phycitinae.

## Soorten
- P. acericola Kuznetzov, 1960
- P. aceris Sherniyazova, 1974
- P. amygdali Sherniyazova, 1974
- P. angustatus Matsumura, 1911
- P. arabica Asselbergs, 2008
- P. ardekanella Amsel, 1950
- P. ardentia Hampson, 1903
- P. arnoldella Rougemont, 1913
- P. asseclella Ragonot, 1893
- P. atimeta Turner, 1904
- P. atrisquamella (Hampson, 1901)
- P. attenuata Balinsky, 1994
- P. balutchistanella Amsel, 1950
- P. basistrigata Amsel, 1935
- P. caiella de Joannis, 1913
- P. cavifrons Meyrick, 1932
- P. cirrhodelta Meyrick, 1933
- P. clientella Zeller, 1867
- P. clientulella Ragonot, 1893
- P. comeella Amsel, 1950
- P. coronatella (Guenee, 1845)
- P. cryptadia Turner, 1913
- P. definalis Hampson, 1908
- P. deltophora Lower, 1903
- P. demidovi Guillermet, 2007
- P. deodaralis Hampson, 1908
- P. diaphana (Staudinger, 1870)
- P. dinawa Kenrick, 1907
- P. endomelaena Hampson, 1908
- P. epipalpella Costa, 1834
- P. eremica Amsel, 1935
- P. erichbaueri Roesler, 1983
- P. erythrolophia Hampson, 1903
- P. eulepidella Hampson, 1896
- P. exaggerata Balinsky, 1994
- P. gilvibasella Ragonot, 1888
- P. gloriosella Legrand, 1966
- P. hemicallista Lower, 1902
- P. hemipexella Hampson, 1903
- P. hemixanthella Hampson, 1896
- P. hyrcanella Amsel, 1961
- P. hyssarica Sherniyazova, 1974
- P. inscriptella Duponchel, 1836
- P. judaica Amsel, 1935
- P. kruegeri Turati, 1911
- P. kurdistanella Amsel, 1954
- P. lenitella Chrétien, 1922
- P. leucomilta Lower, 1903

- P. lugubris Balinsky, 1994
- P. luridella Costa, 1836
- P. luxorella Caradja, 1916
- P. macrodontella Ragonot, 1887
- P. marilella Guenée, 1845
- P. melanosticta Hampson, 1912
- P. meliella (Mann, 1864)
- P. melongenae Aina, 1983
- P. metzneri (Zeller, 1846)
- P. mianella Amsel, 1950
- P. michaeli Roesler & Kuppers, 1979
- P. mixoleuca Turner, 1904
- P. nagaradja Roesler & Kuppers, 1979
- P. nephodeella Ragonot, 1887
- P. nodicornella Ragonot, 1888
- P. ochralis Hampson, 1903
- P. orthoclina Meyrick, 1929
- P. pachylepidella Hampson, 1896
- P. pectenella Hampson, 1896
- P. pectinicornella Fryer, 1912
- P. pedisignella Ragonot, 1887
- P. phaeella Hampson, 1903
- P. phoenicocraspis Hampson, 1896
- P. pirizanella Amsel, 1954
- P. poteriella (Zeller, 1846)
- P. punctella Costa, 1834
- P. randensis Balinsky, 1994
- P. rectella Guenée, 1845
- P. rimini Roesler, 1983
- P. roborella - Eikenlichtmot Denis & Schiffermüller, 1775
- P. salitella Zerny, 1935
- P. singularis Balinsky, 1994
- P. spiculata Balinsky, 1994
- P. spissoterminata Balinsky, 1994
- P. steniella Hampson, 1903
- P. strigata (Staudinger, 1879)
- P. suppenditata Balinsky, 1994
- P. taftanella Amsel, 1950
- P. taiwanella Wileman & South, 1919
- P. teheranella Amsel, 1954
- P. torrenti Agenjo, 1962
- P. trachystola Turner, 1904
- P. transobliquella Legrand, 1966
- P. umbratalis Hampson, 1912
- P. vayu Roesler & Kuppers, 1979
- P. venalbellus (de Joannis, 1927)
- P. zizyphella Chrétien, 1915